# عبدالله بن صباح بن جابر الصباح
عبدالله بن صباح بن جابر الصباح (به عربی: عبد الله بن صباح بن جابر الصباح) (زاده ۱۷۴۰) دومین حکمران کویت است. او در سال ۱۷۷۶ به حکومت کویت رسید و در تاریخ ۳ می ۱۸۱۴ درگذشت.